# Ártatlanságra ítélve (film)
Az Ártatlanságra ítélve (Presumed Innocent) 1990-ben bemutatott amerikai bűnügyi film, melyet Scott Turow azonos című regénye alapján, Alan J. Pakula és Frank Pierson forgatókönyvéből Alan J. Pakula rendezett. A főbb szerepekben Harrison Ford, Brian Dennehy, Raúl Juliá, Bonnie Bedelia, Paul Winfield és Greta Scacchi látható.

## Cselekmény
Caroline Polhemust, az ambiciózus és sikeres fiatal ügyésznőt brutális kegyetlenséggel meggyilkolják. A jelek szerint Caroline-t megerőszakolták, mielőtt megölték, és a jelek arra mutatnak, hogy a gyilkos az áldozat ismerőse volt, hiszen nem történt a lakásba erőszakos behatolás. A gyanú a mindaddig feddhetetlen hírben álló államügyész-helyettesre, Rusty Sabichre terelődik. A nős férfi – több más kollégájához hasonlóan – valóban viszonyt folytatott a gyönyörű Caroline-nal, a nő azonban szakított a férfival, mikor ráébredt arra, hogy Rusty segítségével nem építheti tovább a karrierjét. Rusty nehezen nyugodott bele a szakításba, de közeledési próbálkozásait Caroline folyamatosan visszautasította.
A bűntény helyszínén megtalálják Rusty lakásából származó szőnyegszöveteinek szálait, Rusty vércsoportja pedig megegyezik a nő hüvelyében talált sperma izolálása során meghatározott vércsoporttal. A fő bizonyíték a Rusty ujjlenyomatait tartalmazó pohár lenne, de az eltűnik a nyomozás során. Rusty felesége nehezen viseli az eljárás során ért megaláztatásokat.
A család felfogad egy igen drága sztárügyvédet, aki tökéletes profizmussal védi a férfit a bűnvádi eljárás során. A bírósági tárgyalások alatt fény derül arra is, hogy Caroline a halála előtt egy megvesztegetési ügyben nyomozott, amibe – Rusty ügyvédje gyanúja alapján – a vád bírája is belekeveredett. A hosszas tárgyalások alatt nem kerül elő perdöntő bizonyíték Rusty bűnösségét illetően, így a bíró felmenti a férfit.
A tárgyalás másnapján Rusty felesége elmegy doktori disszertációjának megvédésére, Rusty pedig otthon marad kerti munkát végezni. Szerszámkeresgetés során talál egy olyan kalapácsot, amelynek véres a feje, és egy szőke hajszál van beleragadva. Ráébred, hogy a felesége ölte meg Carolynt. Lemegy a pincébe, és megmossa a tárgyi bizonyítékot. A felesége hazajön, és mindent bevall: féltékenységből tette, és mindent megrendezett azért, hogy a gyanú a férjére terelődjön. Rusty úgy dönt, hogy nem jelenti fel a feleségét, mivel nem akarja elvenni az anyját a fiától, valamint ugyanazon ügyben nem lehet két eljárást elindítani az amerikai jogrend szerint.
Annak ellenére, hogy egyes jeleneteket Rusty szemszögéből mutatnak, a film végéig nem derül ki, valóban ő-e a bűnös.

## Szereplők
| Színész        | Szerep            | Magyar hang      |
| -------------- | ----------------- | ---------------- |
| Harrison Ford  | Rusty Sabich      | Papp János       |
| Raúl Juliá     | Sandy Stern       | Szokolay Ottó    |
| Brian Dennehy  | Raymond Horgan    | Kránitz Lajos    |
| Bonnie Bedelia | Barbara Sabich    | Simon Mari       |
| Greta Scacchi  | Caroline Polhemus | Prókai Annamária |
| Paul Winfield  | Larren Lyttle     | Kárpáti Tibor    |
| John Spencer   | Lipranzer nyomozó | Felföldi László  |